# Роуз, Ли
Ли Ро́уз (англ. Lee Rose) — американский кинорежиссёр, сценарист и продюсер.

## Карьера
Она начала свою профессиональную карьеру в 1993 году, спродюсировав и написав сценарий к фильму «Ничего личного». Она также работала над фильмами «Разбирая Сару» (1994), «Материнская молитва» (1995), «Неожиданная семья» (1996) и «Неожиданная жизнь» (1998). Её режиссёрским дебютом стал фильм «Цвет мужества» с Линдой Хэмилтон и Линн Уитфилд в главных ролях.
Также работала над такими телевизионными проектами как «Правда о Джейн» (2000), «Девочки в большом городе» (2001), «Чему учатся девочки» (2001), «Неожиданная любовь» (2003), «Джек» (2004), «Вкус романтики» (2012).
В 2004 году Роуз начала снимать эпизоды различных телесериалов; среди них работы в телесериалах «Пища для души», «Дурман», «Связанные», «Кашемировая мафия», «Линкольн-Хайтс», «Зов крови», «Университет», «XIII», «Болота», «В простом виде», «Хейвен», «Под куполом», «Настоящая кровь», «Инстинкт», «Вампир Реджинальд» и многие другие.